# Gonomyia paiuta
Gonomyia paiuta är en tvåvingeart som beskrevs av Alexander 1948. Gonomyia paiuta ingår i släktet Gonomyia och familjen småharkrankar. Inga underarter finns listade i Catalogue of Life.